# Takin
A takin (Budorcas taxicolor) az emlősök (Mammalia) osztályának párosujjú patások (Artiodactyla) rendjébe, ezen belül a tülkösszarvúak (Bovidae) családjába és a kecskeformák (Caprinae) alcsaládjába tartozó faj.
Nemének egyetlen faja. Hagyományosan a keleti pézsmatulokkal (Ovibos moschatus) rokonították, hiszen a két állat méretben és megjelenésben hasonlít egymásra. Azonban a mitokondriális DNS-vizsgálatok bebizonytották, hogy valójában közelebbi rokonságban áll a vadjuhokkal (Ovis nem), és a pézsmatulokkal való hasonlósága csupán a konvergens evolúció eredménye.

## Előfordulása
Kína középső és déli részén (Kanszu déli régiója, Szecsuan, Sanhszi, Délkelet-Tibet, Északnyugat-Jünnan), illetve a határos Bhután, Észak-Mianmar és Északkelet-India (Szikkim és Arunácsal Prades) területén honos. Szubalpin himalájai fenyvesekben, szubtrópusi és mérsékelt övezeti erdőkben 1000-4000 méteres tengerszint feletti magasságon él, de a 2000-3500 méteres magasságon a legjellemzőbb.

## Alfajai
A legtöbb rendszertan 4 alfaját tartja számon:
- arany takin (Budorcas taxicolor bedfordi) Thomas, 1911 – Kína Sanhszi tartománya, Csinling-hegység (veszélyeztetett)
- mismi-takin (Budorcas taxicolor taxicolor) Hodgson, 1850 – Tibet délkeleti része, az indiai Arunácsal Prades, Mianmar Kachin állama, a kínai Jünnan tartomány északnyugati része (veszélyeztetett)
- szecsuani takin (Budorcas taxicolor tibetana) H. Milne-Edwards, 1874 – a Tibeti-fennsík keleti pereme, északon Kanszu és Szecsuan határvidékétől délen Szecsuan és Jünnan határáig (sebezhető)
- bhutáni takin (Budorcas taxicolor whitei) Lydekker, 1907 – Tibet (a Yarlung Zangbótól délre), Bhután északi része, India Arunácsal Prades és Szikkim tartománya, az indiai-mianmari határvidék (sebezhető)

## Megjelenése
A faj tudományos neve jól jellemzi szokatlan külsejét: a Budorcas nagyjából „ökörgazellaként” adható vissza, a taxicolor kitétel pedig sárgás barna színezetére utal. Bár rendszertanilag a kecskefélékhez áll közelebb, megjelenése inkább kis termetű szarvasmarháéra emlékeztet. Fej-testhossza 1,7-2,2 méteres, amihez 15-20 centiméteres, a szőrtől általában nem látható farok csatlakozik; marmagassága 1-1,3 méter között mozog, testtömege 150-350 kilogrammos lehet, bár a 275 kilogramm mondható átlagosnak.
A zömök törzset sűrű, hosszú szőrzet fedi, aminek a színe a barnástól az aranysárgáig terjed (innen a B. t. bedfordi alfaj elnevezése: arany takin). A háton fekete csík fut végig. A rövid és vastag lábak széles patákban végződnek, a sarkantyúk pedig fejlettek, így segítve a kapaszkodást a hegyi környezetben. A nemek meglehetősen hasonlóak, bár a bikák nagyobbak a teheneknél. Szarva mindkét nemnek van: tövénél átlósan rovátkolt, hossza 25-30 centiméteres; kifelé, hátrafelé, majd a csúcsnál felfelé hajlik. A takin feje meglehetősen nagy és bumfordi, mivel orrnyerge púpos, csupasz orra pedig széles.

## Életmódja
A takinok az évszakok változásának megfelelően folyamatosan vándorolnak. Tavasszal és kora nyáron nagyobb magasságokig, akár a fahatár fölé is felmerészkednek, és ilyenkor akár száz állatból álló csordákat is alkothatnak. A csordák őszre felaprózódnak, átlagos létszámuk húszra csökken, és fokozatosan levonulnak a mélyebben fekvő erdőkbe és völgyekbe, akár 1000 méteres magasságra is. A csordák zömmel nőstényekből és ivaréretlen hímekből állnak, a felnőtt bikák többnyire magányosan élnek.
Különböző perjeféléket, bambuszhajtásokat, faleveleket fogyaszt. Reggel és délután táplálkozik, közben rendszeresen jár sónyalatókhoz. Mindig ugyanazon az útvonalon jár a pihenő-, ivó- és táplálkozóhelyek között, így idővel ösvényeket tapos ki magának. Fenyegetés esetén köhögésre emlékeztető hangot hallat, ami az egész csordát menekülésre készteti. A megriadt takinok a sűrű bambuszerdőkbe rohannak, ahol mozdulatlanul lapulnak a vész elmúltáig.
Legfőbb ellensége az ember, elsősorban húsa miatt vadásszák, másodsorban az irhája miatt. Természetes ellensége a hópárduc és esetenként az örvös medve.

## Szaporodása
A bikák csak a késő nyárra eső párzási időszakban csatlakoznak a nőstényekhez. A vemhesség 200-220 napig tart, az egyetlen utód márciusban vagy áprilisban jön a világra. Az utód néhány órával később már lábára áll és követi az anyját. Az anya kilenc hónapig szoptatja borját. A takin alfajtól függően 2,5-5,5 éves korában éri el ivarérettségét, átlagos élettartama 16-18 év.

## Természetvédelmi helyzete
Az összes takin alfajra a húsa miatt folytatott vadászat jelenti a legfőbb veszélyt, ami bizonyos esetekben a védett területeken is előfordul. Szintén komoly problémát jelent az erdőirtás, ami az állat életterét szűkíti be és aprózza fel. Ezek következtében az elmúlt mintegy negyedszázad folyamán az állomány 30%-kal esett vissza, ezért a Természetvédelmi Világszövetség sebezhetőnek nyilvánította a fajt. Kínában csak nagyon korlátozottan vadászható, India és Bhután területén tiltják a kilövését: ezekben az országokban több védett területen is menedéket talál. Mianmari helyzete bizonytalan. Szerepel a Washingtoni egyezmény (CITES) II. függelékében.

## Érdekesség
Magyarországon a Fővárosi Állat- és Növénykertben arany takint, a Nyíregyházi Állatparkban pedig mishmi takinokat tartanak. A Fővárosi Állat- és Növénykertben tartottak már szecsuáni takint, mishmi takint és arany takint is.

## Képek

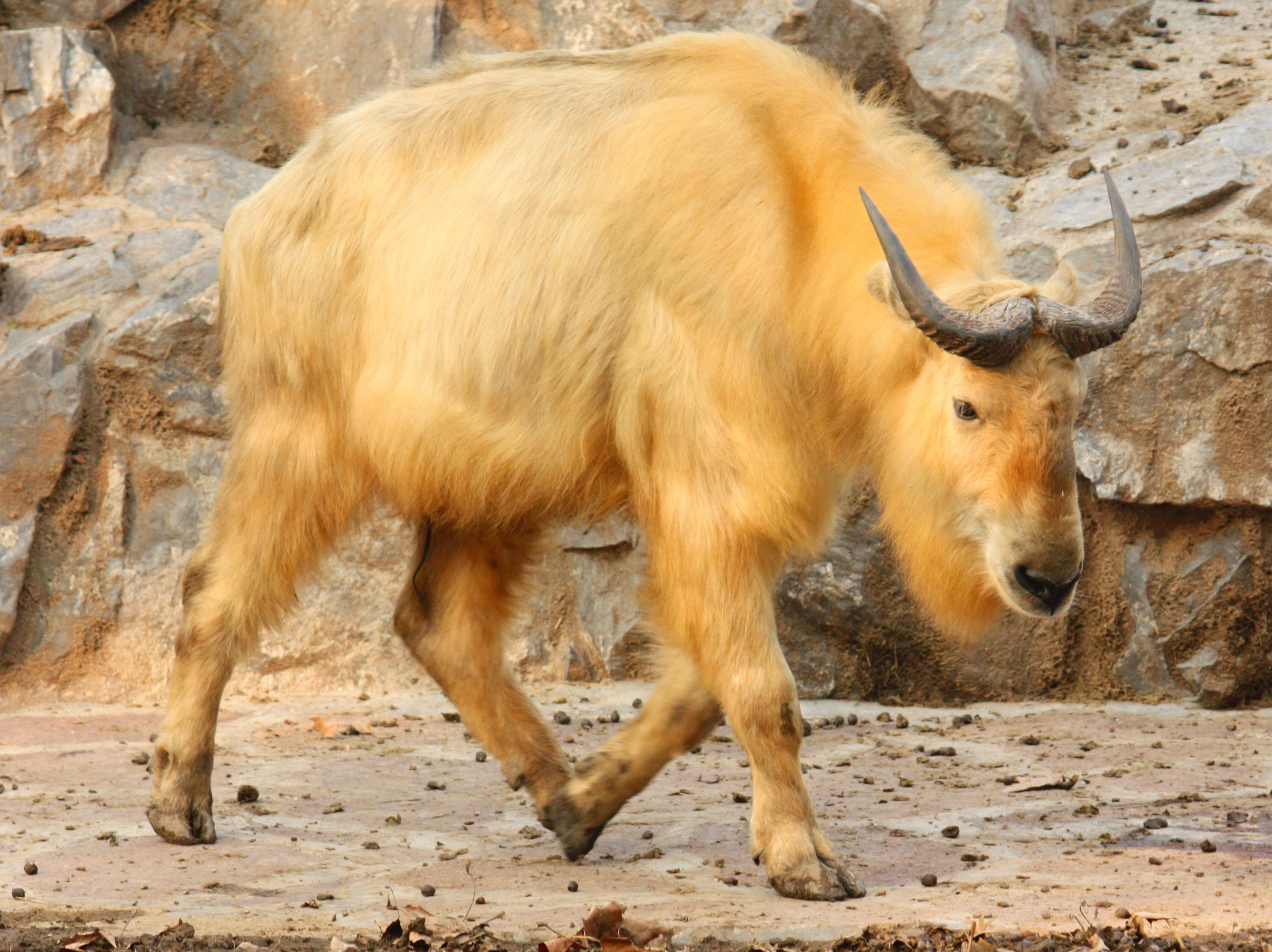
Budorcas taxicolor bedfordi
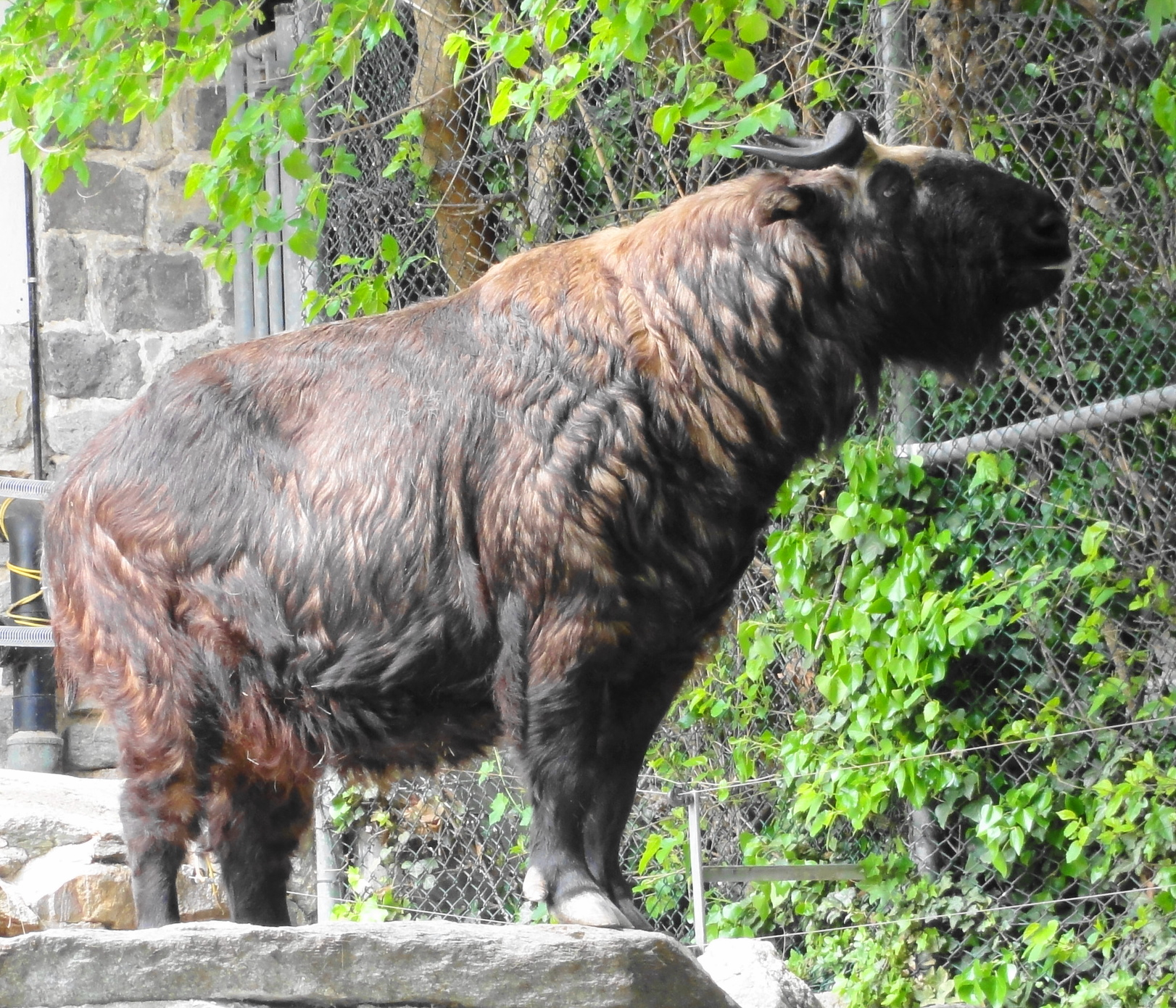
Budorcas taxicolor taxicolor
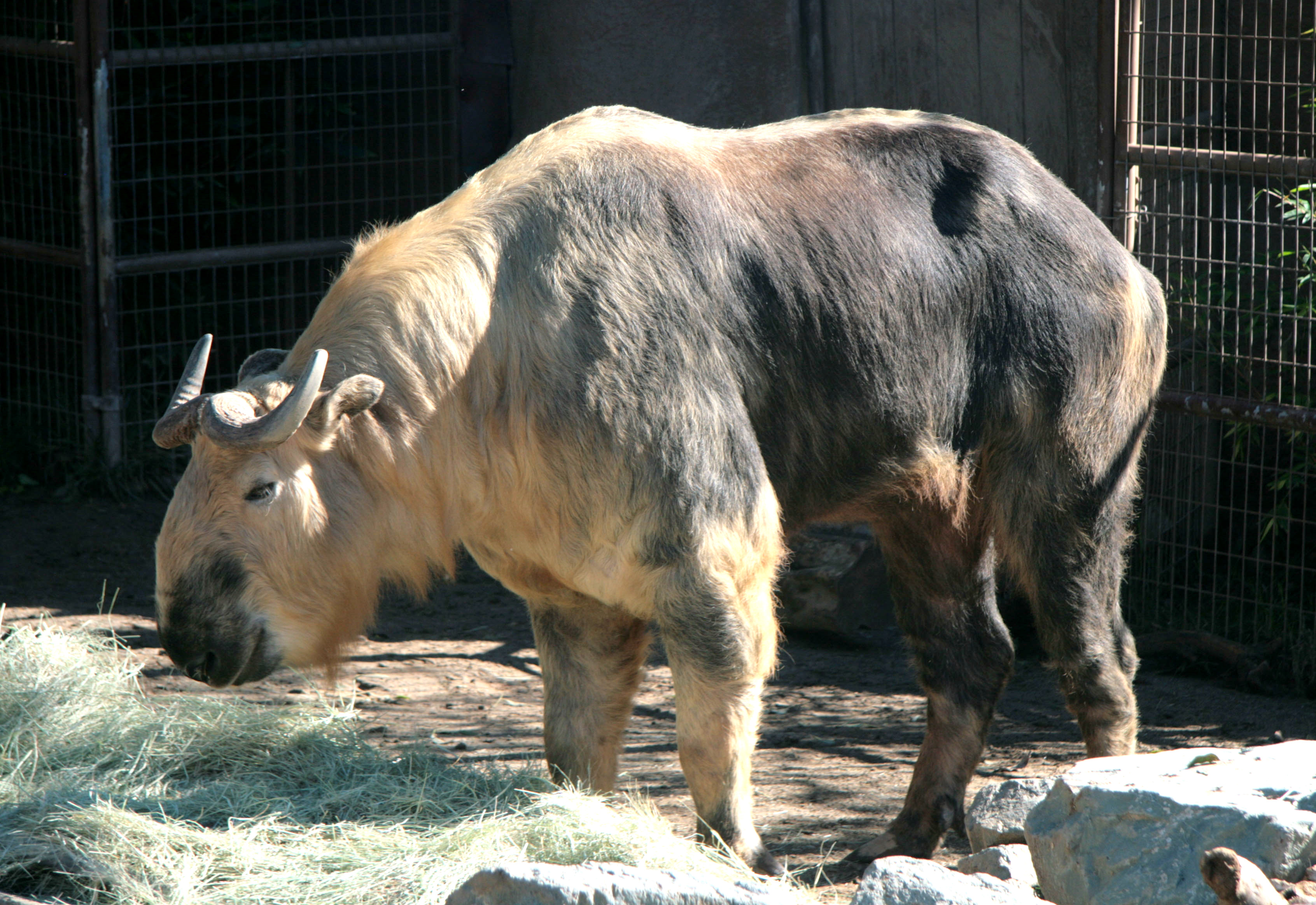
Budorcas taxicolor tibetana
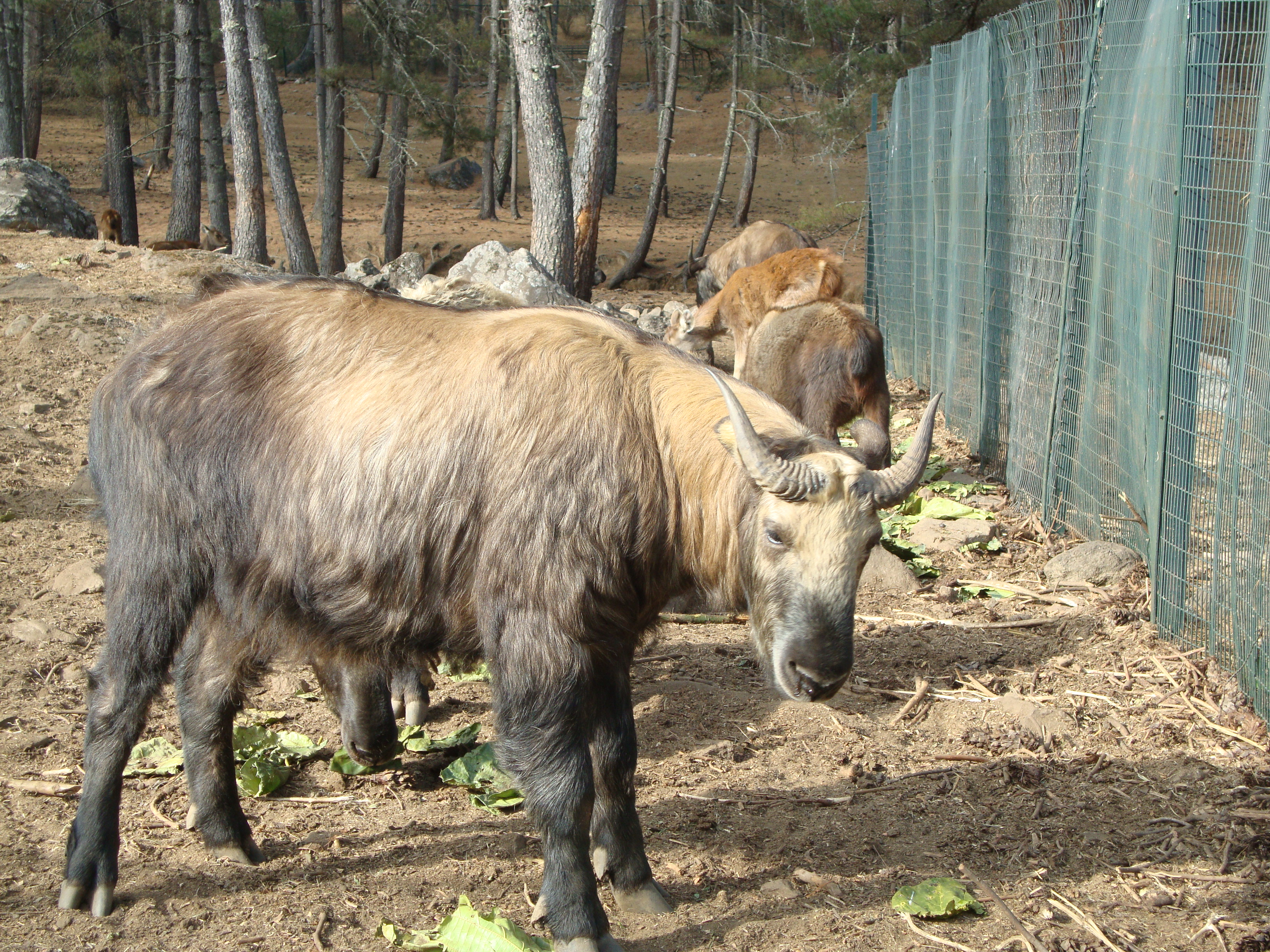
Budorcas taxicolor whitei